# Gößnitz

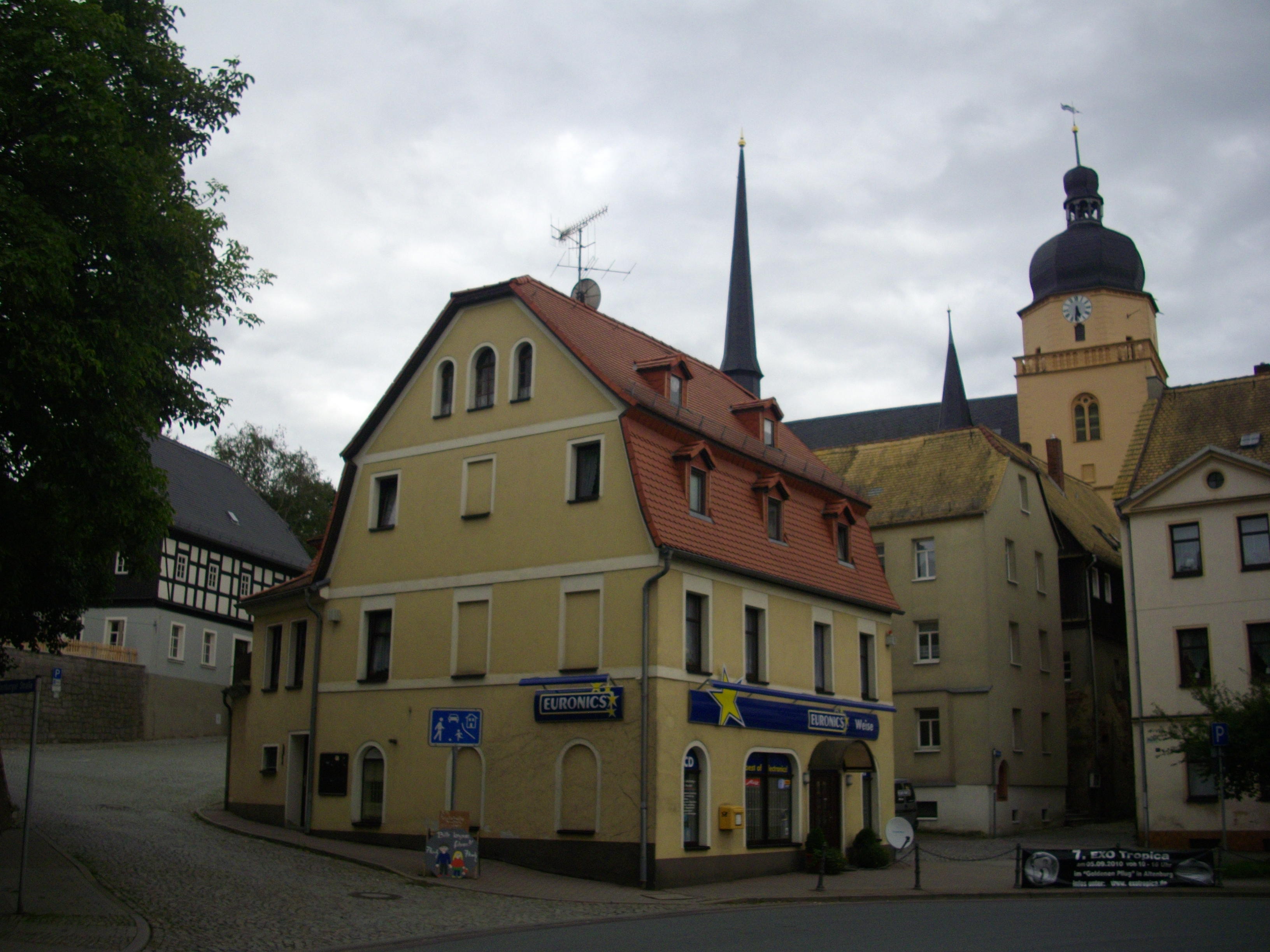
Centrul din Gößnitz

Gößnitz este un oraș din landul Turingia, Germania. Este în primul rând cunoscut pentru nodul de cale ferată Leipzig-Erfurt și Chemnitz și pentru festivalele Open air care au loc anual din anul 1993.
1. ↑  Alle politisch selbständigen Gemeinden mit ausgewählten Merkmalen am 31.12.2018 (4. Quartal) (în germană), Statistisches Bundesamt[*], arhivat din original la 10 martie 2019, accesat în 10 martie 2019